# Adventureland (videogioco)
Adventureland è un videogioco di avventura testuale pubblicato nel 1978 per TRS-80 e negli anni seguenti per numerosi altri modelli di microcomputer. Fu la prima avventura testuale pubblicata come prodotto commerciale, ispirata dal classico Adventure che circolava solo su mainframe.
A partire dal 1982, solo per alcuni computer, uscì una versione di Adventureland dotata di illustrazioni grafiche statiche, come primo capitolo della serie Scott Adams' Graphic Adventure (SAGA).

## Modalità di gioco
Il gioco originale è un'avventura puramente testuale in inglese, con descrizioni delle scene brevi. La versione Atari può utilizzare un proprio tipo di carattere artistico. Nelle versioni dotate di grafica, per ogni locazione ci sono illustrazioni a colori che occupano la parte superiore dello schermo, e volendo si possono nascondere per mostrare il testo descrittivo.
Il giocatore impersona un avventuriero non meglio identificato, che deve esplorare un mondo magico e perlopiù disabitato, alla ricerca di 13 tesori, senza una trama elaborata. Bisogna orientarsi in un complesso labirinto e risolvere molti rompicapi servendosi di un inventario di oggetti.
L'interprete accetta comandi di una o due parole (generalmente verbo e oggetto), con un vocabolario di oltre 120 termini riconosciuti, secondo quanto dichiarato nel gioco stesso. Alcuni comandi speciali sono "score" che visualizza i progressi fatti sotto forma di punteggio e "help" che può dare dei consigli utili. C'è la possibilità di salvare la partita su disco o nastro.

## Storia
Adventureland venne realizzato da Scott Adams, che ne iniziò lo sviluppo su TRS-80 in BASIC, ma già dalla prima versione commerciale passò alla realizzazione di un interprete in linguaggio macchina, generico e riutilizzabile. Il successo fu grande e diede il via alla diffusione di massa delle avventure testuali. Dopo le prime edizioni pubblicate da Creative Computing Software, Adams fondò la Adventure International che ripubblicò Adventureland e le sue successive avventure.
Adams produsse altri 12 titoli con stile simile e ambientazioni diverse, formando la serie Adventure successivamente nota come Classic Adventures o, nel caso delle versioni con grafica, Scott Adams' Graphic Adventure (SAGA).
Nel 1979 uscì anche Adventureland Demo, una versione ridotta di Adventureland a prezzo più economico.
La rivista statunitense SoftSide, la cui consociata TRS-80 Software Exchange (TSE) aveva i diritti per pubblicare i titoli di Scott Adams per TRS-80, pubblicò una versione di Adventureland sotto forma di codice sorgente BASIC nel numero di luglio 1980.